# 8836 Aquifolium
8836 Aquifolium è un asteroide della fascia principale. Scoperto nel 1989, presenta un'orbita caratterizzata da un semiasse maggiore pari a 3,0592902 UA e da un'eccentricità di 0,0319399, inclinata di 9,76628° rispetto all'eclittica.